# Філософія для дітей
Філософія для дітей (англ. philosophy for children, абревіатура —  P4C)  —  міжнародна освітня стратегія навчання, розроблена в 1970 роках колективом вчених університету Монклер штату Нью-Джерсі Сполучених Штатів Америки на чолі з професором Метью Ліпманом

## Історія
Наприкінці 60-х років ХХ століття, Метью Ліпман, досліджуючи інструменталізм у педагогіці Джона Дьюї, видав книгу «Міркування в освіті». Провідною думкою монографії стала критика моделі освіти США, зокрема інституту школи. Вихід із ситуації, що склалася, Метью Ліпман, вбачав у критичному мисленні
Згодом він розробив і розвинув програму, адаптуючи філософські змісти до дитячих зацікавлень і потреб. Метью Ліпман написав новели, в які привніс логічні, естетичні і етичні мудрості у повсякденне життя. Для кожної вікової групи відповідно були створені свої розповіді, які охоплюють різноманітні філософські проблеми: «Відкриття Гаррі Стотлмейєра» 1974, «Сюкі» 1978, «Марк» 1980, «Кіо і Гас» 1982, «Ліза» 1983, «Елфі» 1987 та ін. З Метью Ліпманом співпрацювали інші вчені-однодумці: В. Бейєр, Г. Метьюс, Ф. Осканян, М. Прітчард, Л. Спліттер, А. Шарп.
Протягом 1970-80-х рр. в Сполучених Штатах Америки було здійснено ряд досліджень, результати яких підтвердили доцільність впровадження курсу «Філософія для дітей» у навчальний процес початкової школи. У XXI столітті філософія для дітей — це потужний рух, який розвивається на всіх континентах у понад вісімдесяти країнах світу.

## Методика
Сутність методики філософія для дітей полягає в тому, що навчальні предмети слід будувати за моделлю філософської дискусії та філософського дослідження. В основі методики — «сократівський діалог», який передбачає використання запитань. В суспільній перспективі методика готує учнів до свідомої і відповідальної  участі  в демократичному устрої,  що  спонукає  громадянина самостійно приймати рішення. Крім того, допомагає усвідомити основні категорії і характерні засади європейської культури, а саме, що європейськість — це спільнота цінностей, ідей та рефлексивного ставлення до реальності. Кінцевою метою програми є формування критичного, креативного та піклувального мислення. Дана методика застосовується в понад 80 країнах світу. Дослідження свідчать, що методика може підвищити успішність учнів на 30 відсотків
Основними навиками і вміннями, що формуються у дітей у результаті участі у заняттях з програми «Філософія для дітей» є:
- вміння формулювати і висловлювати власну думку;
- аргументування особистої точки зору;
- уміння ставити питання та шукати на них |відповіді;
- мати цілісне бачення проблемного питання чи ситуації;
- винахідливість у придумуванні нових теоретичних можливостей і здійсненні мисленнєвих експериментів, пошук альтернатив;
- відслідковування мисленнєвого процесу та усвідомлення його інструментарію;
- розвиток мовлення і комунікаційних навичок;
- культура спілкування;
- повага до думки інших;
- впевненість у власних можливостях;
- демократизм

Дані компетенції, навички та вміння формуються поступово, за умови систематичності реалізації даної методики на уроках

## Базові принципи програми
Метью Ліпман, працюючи викладачем філософії в університеті, звернув увагу на те, що студентам важко наводити аргументи під час дискусії. Вчений працював над цим питанням і прийшов до висновку, що вчити логічно мислити потрібно не в студентські роки, а з дитячого віку. Метью Ліпман написав серію творів, які мають приховану проблематику. На уроках філософії в школі діти і учитель читають певний твір, вчаться формувати запитання до нього. Потім діти відповідають на цікаві запитання, вчаться чітко відстоювати свою точку зору. В кінці такого уроку відбувається рефлексія, аналіз. Одна з особливостей цієї методики полягає в тому, що вчитель не втручається в аргументи дітей, не критикує їх. В процесі такого навчання учні вчаться висловлювати власну аргументовано думку, активно слухати інших, з повагою ставитися до всіх висловлених позицій.
Ця інтегральна педагогічна стратегія базується на:
- проблемних формах навчання;
- сократівському діалозі;
- винайденні світоглядних проблем в неочікуваних парадоксальних ситуаціях через гру, гумор, метафори, цікаві предмети

## Розвиток філософії для дітей в Україні
В Україні питанням філософії для дітей займався Сухомлинський Василь Олександрович, який неодноразово листувався з Метью Ліпманом.